# ДФВ C.V
ДФВ C.V је био немачки двокрилни двоседи авион који је у Првом светском рату коришћен у војне сврхе. Име DFW му потиче од скраћеног имена произвођача (Deutsche FlugzeugWerke). Биo је то наоружан вишенаменски авион који је коришћен за извиђање, бомбардовање и обуку пилота.

## Пројектовање и развој
Летелица, позната као ДФВ C.V, коју је пројектовао Willi Sabersky-Müssigbrodt имала је први лет у мају 1916. године, и упркос потешкоћама током испитивања, ушла је у серијску производњу у од августа 1916. године. С обзиром да је Ваздухопловство већ у октобру поручило 1.000 ових авиона поред матичне фабрике у производњу су укључени још; BFW,  LVG, Halberstadt и Aviatik.

## Технички опис
Труп му је углавном правоугаоног попречног пресека, полу монокок конструкције. Предњи део, у коме је био смештен мотор је био обложен алуминијумским лимом, на коме су се налазили отвори за излазак топлог ваздуха из моторског простора, а остали део трупа је био облепљен дрвеном лепенком. Труп овог авиона се истицао чистом аеродинамичном линијом. Носач мотора је био од заварених челичних цеви. Пилот је седео у првом отвореном кокпиту и био је заштићен малим ветробранским стаклом. Прегледност из пилотске кабине није била добaр јер су поглед пилоту ометали цилиндри мотора, издувне цеви и цеви система за водено хлађење мотора. У другом кокпиту је седео извиђач.
Авион је био опремљен течношћу хлађеним линијским моторима, Benz Bz III снаге 112 kW (150 KS) или линијски мотор N.A.G.C.III са 120 kW (160 KS). Поред ових стандардних мотора у ограничени број авиона је уграђиван и мотор Benz Bz.IVa  шестоцилиндрични линијски мотор снаге 164 kW. Хладњак за расхладну течност се налазио  на горњем крилу авиона. На вратилу мотора је била причвршћена двокрака, вучна, дрвена елиса, непроменљивог корака.
Крила су била дрвене конструкције пресвучена импрегнираним платном релативно танког профила. Крилца за управљање авионом су се налазила само на горњим крилима. Крила су између себе била повезана са четири пара  паралелних упорница. Затезачи су били од клавирске челичне жице. Горње крило је имало облик једнокраког трапеза, док је доње крило било правоугаоног облика са заобљеним крајем. Спојеви предње ивице са бочним ивица крила су полукружно изведени. Доње и горње крило су се поклапала по својим нападним ивицама. Конструкције репних крила и вертикални стабилизатор као и кормило правца су била направљена од дрвета пресвучена платном.
Стајни орган је био класичан фиксан са осовином, а на репном делу се налазила еластична дрвена дрљача.
Авион је био наоружан са два митраљеза, један Spandau LMG 08/15 калибра 7,92 mm је био постављени испред пилота са десне стране мотора и гађао се кроз обртно поље елисе. Други митраљез Parabellum LMG-14 калибра 7,92 mm се налазио у другом кокпиту код извиђача на обртној турели. Сваки митраљез је био снабдевен са по 500 метака. Авион је могао да понесе 100 kg бомби.

## Варијанте
- DFW C.IV - Први ДФВ-ов извиђачки авиона са мотором,  112 .
- DFW C.V - Стандардна производна верзија са моторима Benz Bz.III 112 kW, N.A.G. C.III 112 kW или Benz Bz.III 149 kW.
- DFW C.V(Av) - Произведени у Aviatik A.G у Аустрији.
- DFW C.VI - Један прототип са побољшањем аеродинамике и структура мотор Benz Bz.IVa 164 kW.
- DFW F37 - Даљи развој модела DFW C.VI, опремљен мотором BMW IV снаге 220 .
- DFW P1 Limousine - Једна конверзија модела DFW F37 са лулсузно опремљеном кабином.
- Aviatik C.VI - Алтернативна ознака за авионе произведене у Авиатик  А.Д. у  Аустрија.
- DAR Uzunov-1 - звани ДАР У-1, авион C.V који се у Бугарској производио у ДАР, (Даржавна Аерпланска Радионица) за бугарску ваздухопловну службу

## Оперативно коришћење
Авиони ДФВ C.V су се производили током 1916–1918, на матичним погонима, као и по лиценци у Авиатику, ЛВГ-у, и Халберстадт-у. Процењује се да је током рата произведено преко 3.000 комада. Авиони ДФВ C.V су са успехом коришћени за извиђање, патролирање, везу и прикупљање фотообавештајних података. Летели су на западном фронту, у Италији, Македонији, Палестини и на источном фронту. Свуда су били хваљени као одлични авиони. До краја рата коришћени су као школски авиони. По завршетку непријатељстава, многи ови авиони су наставили да се користе у војне сврхе у новонасталим државама као што су: Естонија, Литванија, Летонија, Пољска и Украјина  а многи су доживели и цивилну употребу.
У Пољској, након стицања независности 1918. године, кориштено је око 63 заробљена или купљена авиона. Због својих летачких карактеристика заслужили су добру репутацију међу пољским пилотима. Током пољско-бољшевичког рата, летелице су коришћене за борбене задатке.  Као авион за обуку, ДФВ C.V је остао у употреби до 1923. године.
У Бугарској је на основу оригинала у Државној аеро радионици направљена копија овог авиона који је добио назив ДАР-Узунов-1 (ДАР У-1).

## Земље које су користиле овај авион
- Аустроугарска
- Бугарска
- Финска
- Немачко царство
- Естонија
- Летонија
- Литванија
- Пољска
- Украјина

## Сачувани примерци
Један некомлетан труп овог авиона се чува у Музеју пољског ваздухоплавства у Кракову .